# Colostygia laetaria
Colostygia laetaria là một loài bướm đêm trong họ Geometridae.